# 하이드 파크

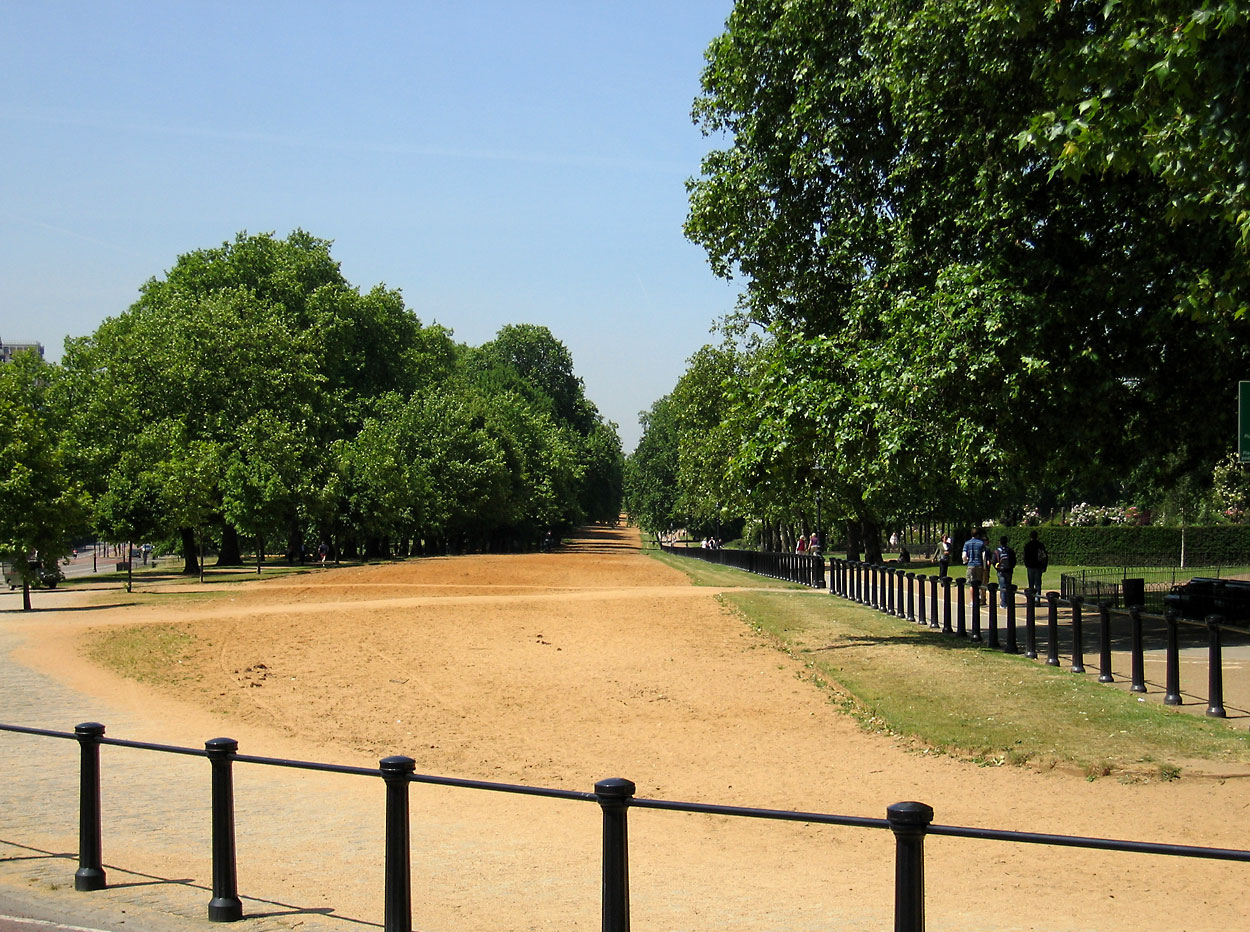
하이드 파크의 로튼 로우

하이드 파크(Hyde Park)는 영국 런던의 중심부에 있는 가장 큰 공원 중의 하나이며, 런던 왕립 공원중의 하나이다. 여기에 있는 연설자의 코너는 유명하다.
이 공원은 서펜틴 호수(Serpentine Lake)를 중심으로 둘로 나눌 수 있다. 공원은 켄싱턴 가든(Kensington Gardens)과 이어져 있으며, 많은 사람들은 여기도 하이드 파크의 일부로 알고 있으나, 사실은 독립되어 있다. 공원의 넓이는 140 헥타아르 (1.4 제곱 킬로미터)이며, 켄싱턴 가든은 110헥타아르이다.
이 공원은 1851년 대 박람회장이었으며, 이를 위해 조셉 팩스턴은 수정궁(Crystal Palace)을 디자인하였다.
하이드 파크는 전통적인 데모 장소로 유명하다. 차티스트(Chartists), 개혁 리그(the Reform League), 서프라겟(the Suffragettes)과 반전 연한(the Stop The War Coalition)이 여기에서 집회를 가졌다. 2002년 자유, 생명 행진의 참가자들은 행진을 하이드 파크에서 시작했다.
1982년 7월 20일 하이드 파크와 리젠트 파크의 폭탄으로 2개의 폭탄이 (Provisional Irish Republican Army에 의한) 터져 내무 기사(the Household Cavalry)와 왕립 그린 재킷(Royal Green Jackets)의 8명의 회원과 7마리의 말이 숨졌다.